# 神奇四侠 (1994年电影)
《驚奇4超人》（英語：The Fantastic Four），是由低预算专家罗杰科尔曼和Bernd Eichinger（即2005年版驚奇4超人的制片人）制作完成的超级英雄电影，该电影是根据漫威漫画驚奇4超人改编。该电影原定于1994年上映，但最终未在影院上映。

## 演员
- Alex Hyde-White扮演「神奇先生」李德·理查斯
- Jay Underwood扮演「霹靂火」強尼·史東
  - Phillip Van Dyke扮演年轻时的強尼
- Rebecca Staab扮演「隱形女俠」蘇·史東
  - Mercedes McNab扮演年轻时的蘇
- Michael Bailey Smith扮演班·格林姆
  - Carl Ciarfalio扮演「石頭人」
- Joseph Culp扮演「末日博士」維克多·馮·杜姆
- Kat Green扮演Alicia Masters
- Ian Trigger扮演the Jeweler
- Annie Gagen扮演Mrs. Storm
- Ricky Dean Logan扮演Busboy

## 製作
主體拍攝於1992年12月28日開始，於洛杉矶進行製作。